# Bezirk Meilen
Der Bezirk Meilen ist ein Bezirk im Kanton Zürich in der Schweiz und umfasst das rechte Zürichseeufer – die sogenannte Goldküste – sowie die Südflanke des «Pfannenstiels». Die Gemeinde Zollikon wechselte erst am 1. Januar 1986 zum Bezirk Meilen, vorher gehörte sie zum Bezirk Zürich.

## Politische Gemeinden
| Wappen         | PLZ        | Gemeindename   | Einwohner (31. Dezember 2023) | Fläche in km² | Einwohner pro km² |
| -------------- | ---------- | -------------- | ----------------------------- | ------------- | ----------------- |
| Erlenbach ZH   | 8703       | Erlenbach (ZH) | 5542                          | 2,89          | 1918              |
| Herrliberg     | 8704       | Herrliberg     | 6751                          | 8,99          | 751               |
| Hombrechtikon  | 8634       | Hombrechtikon  | 8999                          | 12,19         | 738               |
| Küsnacht       | 8700       | Küsnacht       | 15'162                        | 12,36         | 1227              |
| Männedorf      | 8708       | Männedorf      | 11'666                        | 4,77          | 2446              |
| Meilen         | 8706       | Meilen         | 14'751                        | 11,94         | 1235              |
| Oetwil am See  | 8618       | Oetwil am See  | 5075                          | 6,11          | 831               |
| Stäfa          | 8712       | Stäfa          | 15'067                        | 8,59          | 1754              |
| Uetikon am See | 8707       | Uetikon am See | 6361                          | 3,46          | 1838              |
| Zollikon       | 8702       | Zollikon       | 13'570                        | 7,85          | 1729              |
| Zumikon        | 8126       | Zumikon        | 5766                          | 5,48          | 1052              |
| Total (11)     | Total (11) | Total (11)     | 108'710                       | 84,63         | 1285              |

## Veränderungen im Gemeindebestand

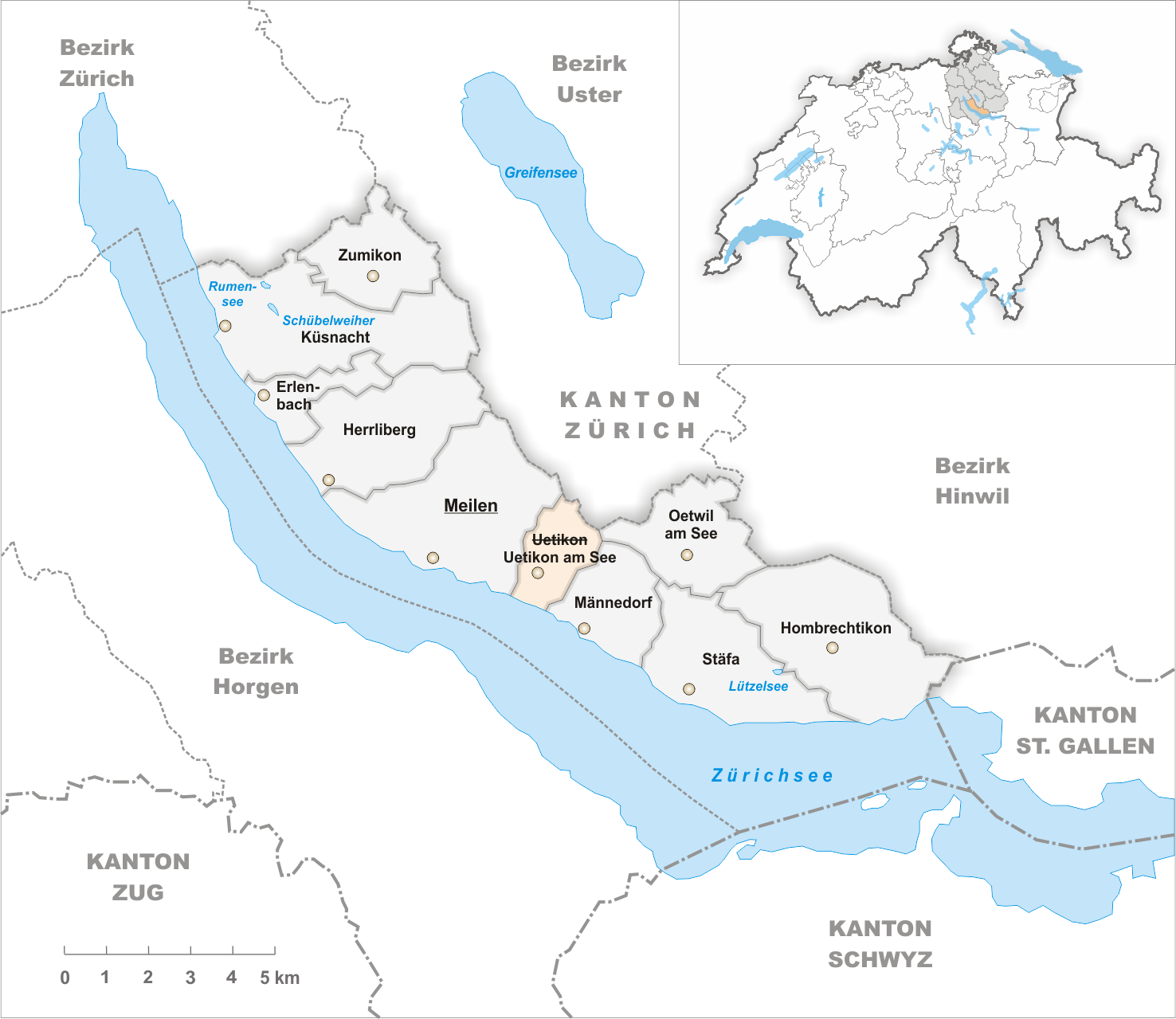
Gemeinden bis 1976
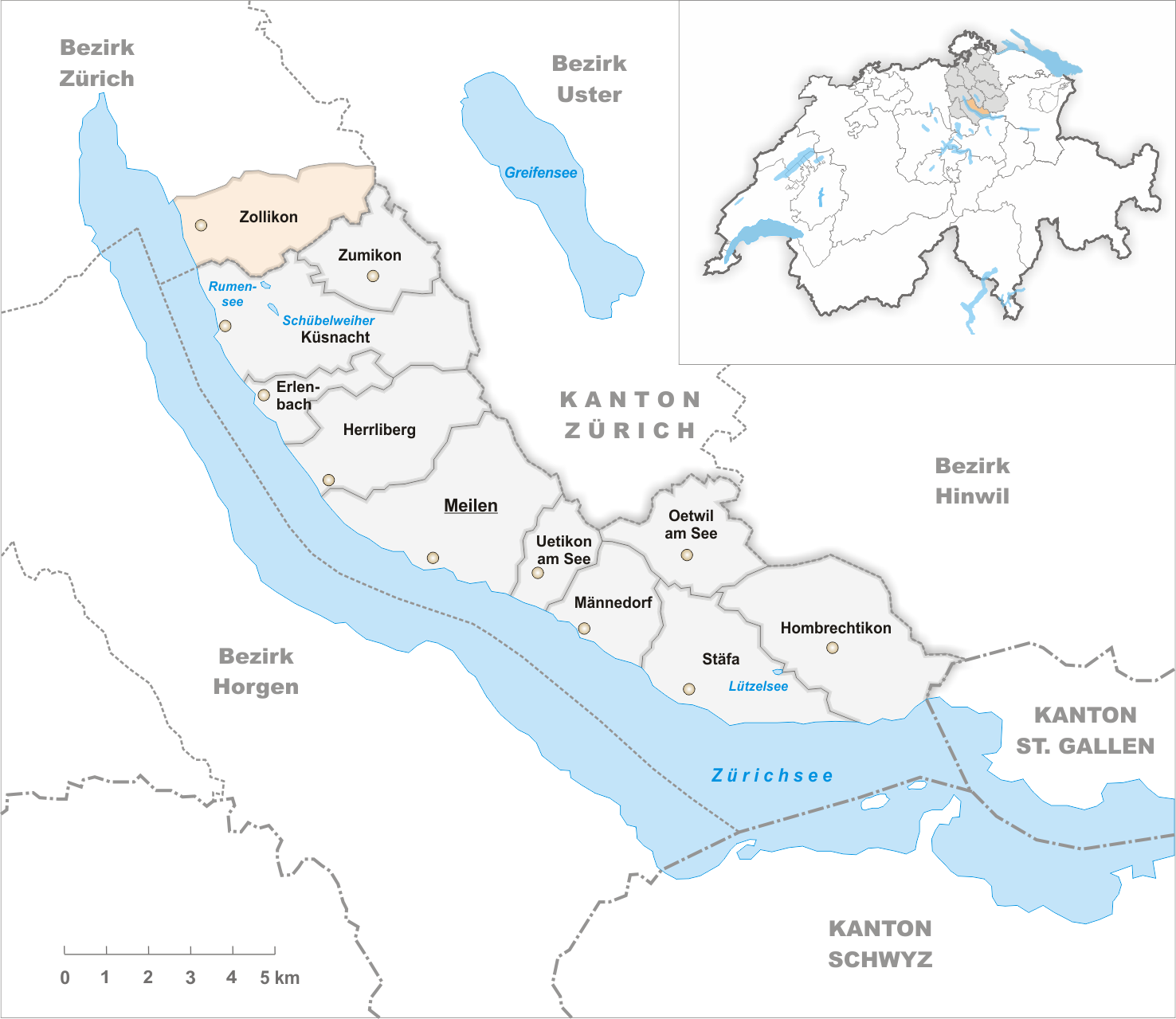
Gemeinden bis 1985

- 1977: Namensänderung Uetikon →  Uetikon am See
- 1986: Bezirkswechsel Zollikon vom Bezirk Zürich →  Bezirk Meilen

## Zivilgemeinden
Es bestehen keine Zivilgemeinden mehr.

## Ortschaften
| PLZ  | Name der Ortschaft    | Gemeinde                |
| ---- | --------------------- | ----------------------- |
|      | Hof                   | Herrliberg              |
|      | Kittenmühle           | Herrliberg              |
|      | Rütihof               | Herrliberg              |
|      | Wetzwil               | Herrliberg              |
|      | Dändlikon             | Hombrechtikon           |
| 8714 | Feldbach              | Hombrechtikon           |
|      | Herrgass              | Hombrechtikon           |
|      | Hueb                  | Hombrechtikon           |
|      | Lutikon               | Hombrechtikon           |
|      | Uetzikon              | Hombrechtikon           |
| 8127 | Forch                 | Küsnacht Maur           |
|      | Goldbach              | Küsnacht                |
|      | Heslibach             | Küsnacht                |
|      | Itschnach             | Küsnacht                |
|      | Kaltenstein           | Küsnacht                |
|      | Limberg               | Küsnacht                |
|      | Schmalzgrueb          | Küsnacht                |
|      | Wangen                | Küsnacht                |
|      | Feldmeilen            | Meilen                  |
|      | Hinterer Pfannenstiel | Meilen                  |
|      | Obermeilen            | Meilen                  |
|      | Toggwil               | Meilen                  |
|      | Willikon              | Oetwil am See           |
|      | Holzhusen             | Oetwil am See Grüningen |
|      | Kehlhof               | Stäfa                   |
|      | Mutzmalen             | Stäfa                   |
|      | Ötikon                | Stäfa                   |
|      | Redlikon              | Stäfa                   |
|      | Uelikon               | Stäfa                   |
|      | Uerikon               | Stäfa                   |
| 8125 | Zollikerberg          | Zollikon                |
|      | Sennhof               | Zollikon                |
|      | Gössikon              | Zumikon                 |
|      | Waltikon              | Zumikon                 |